# I'll Be Loving You (Forever)
I'll Be Loving You (Forever) è un singolo del gruppo vocale statunitense New Kids on the Block, pubblicato nel 1989 ed estratto dall'album Hangin' Tough.
Il brano è stato scritto e prodotto da Maurice Starr.

## Tracce
- Maxi CD

1. I'll Be Loving You (Forever) (7" Version) - 3:54
2. I'll Be Loving You (Forever) (12" Version) - 5:25
3. I'll Be Loving You (Forever) (More 7" Remix Style) - 3:41
4. I Wanna Be Loved By You - 4:56

## Classifiche
| Classifica (1989) | Posizione massima |
| ----------------- | ----------------- |
| Stati Uniti       | 1                 |